# 李志斌
李志斌（1944年12月—），男，汉族，河南汝州人，中华人民共和国政治人物，曾任河南省副省长兼省公安厅厅长，河南省人大常委会副主任兼河南省总工会主席，第十届全国人大代表。